# Cylicobdella costaricae
Cylicobdella costaricae är en ringmaskart som först beskrevs av Plotnikow 1905.  Cylicobdella costaricae ingår i släktet Cylicobdella och familjen Cylicobdellidae. Inga underarter finns listade i Catalogue of Life.